# Ібрагім аль-Магді
Ібрагім аль-Магді бін Ахмад Тадж ад-Дін (араб. إبراهيم بن تاج الدين; помер влітку 1284) – імам Зейдитської держави у Ємені.